# ديميتري ماتفيف
ديميتري ماتفيف هو لاعب كرة قدم روسي في مركز الدفاع، ولد في 9 مارس 1996. لعب مع FC Volga Ulyanovsk ‏.